# ビッグ・ビル・ブルーンジー
ビッグ・ビル・ブルーンジー（Big Bill Broonzy、1893年、1898年あるいは1903年6月26日 - 1958年8月14日）は、生涯で300曲近くのブルースを作曲したアメリカ合衆国のブルース・シンガー、ギタリスト、作曲家。ミシシッピ州出身。

## 経歴
「ビッグ・ビル」は、ミシシッピ州スコット郡にウィリアム・リー・コンリー・ブルーンジー（William Lee Conley Broonzy）として生まれた。誕生日は6月26日だが、生年には諸説ある。ブルーンジー自身は1893年生まれと主張したが、ブルーンジーの双子の姉妹のラニー・ブルーンジーは1898年生まれであることを証明した文書を所持していると主張した。この他1903年生まれとする情報源もある。この時期、黒人男性が職を得たり軍に参加したりするのに実際の年齢に上乗せすることは普通であり、ブルーンジーのケースも珍しこととは言えない。生地についてもアーカンソー州レイク・ディックとする説もある。
いずれにしても、ブルーンジーは1924年にミシシッピ州を離れてシカゴに到着し、そこで彼にギターを教えたパパ・チャーリー・ジャクソン（Papa Charlie Jackson）と出会った（彼はそれまでフィドル奏者であった）。
ブルーンジーは最初にソロのシンガーとして1929年に録音し、そのスタイルで録音を続けた。1936年に彼は、トラップス（ドラムス）とアコースティック・ベースと、ひとつ以上のメロディ楽器（ホーンもしくはハーモニカ）で構成された小さなグループを使った、最初のブルース歌手の一人となった。これで録音された盤は、通常は「ビッグ・ビルと彼のシカゴ・ファイブ（Big Bill and his Chicago Five）」名義でリリースされた。当時、ブルーンジーはARCレコーズ系列のより安いレーベル（メロトーン、パーフェクト・レコードなど）で録音していた。1939年、ARCがCBSに吸収されて、ブルーンジーはヴォカリオン（後のオーケー）に現れ、1945年以降はコロムビア・レコードに移った。彼の最も知られた曲のひとつ、「キー・トゥ・ザ・ハイウェイ」はこの頃に書かれた。彼の人生の大半では、寝台車のポーター、コック、鋳物工、守衛をして収入を稼いでいた。
この時期、ブルーンジーは通常サウスサイドのクラブで演奏し、また1930年代の間はメンフィス・ミニーと共にツアーを行った。第2期のアメリカ音楽家連盟（American Federation of Musicians）が1948年に解散すると、ブルーンジーはマーキュリー・レコード・レーベルとの契約を結ぶ機会に恵まれ、そこで彼は1951年にレコードを制作した。その後、ブルーンジーはフォーク・ブルースのルーツに戻り、1956年初めまでヨーロッパ中を広範囲にわたってツアーし、そして録音した。さらにイギリスで紹介されたことが、彼の知名度を大きくアップさせた。ブルーンジーの演奏を見たイギリスの聴衆は、彼の演奏技術に驚嘆の声をあげたと伝えられている。彼はシカゴ・ブルースのスタイルのパイオニアであり、1942年の初めにはエレクトリック楽器を導入していたにもかかわらず、彼の新しい白人の観衆たちは、彼にアコースティック・ギター一本だけで初期の曲を演奏するのを聞きたがり、それらの曲がより「正真正銘」であると考えられた。ブルーンジーは1956年にシカゴに戻り、演奏を続けた。スタッズ・ターケル、ウィン・ストラックとブルーンジーは「I Come for to Sing」と呼ばれるフォーク音楽の批評のツアーをした。ブルーンジーはシカゴのオールド・タウン・スクール・オブ・フォーク・ミュージックを設立した教員の一人であった。ターケルは彼をこのグループの重要人物と評した。ブルーンジーは開校の初日の夜に現れて、最初のクラスに彼の曲「The Glory of Love」をどのように歌うのかを教えた 。
彼は1958年に咽頭癌で亡くなり、イリノイ州ブルーアイランドのリンカーン墓地に埋葬された。彼のフォーク・ブルース時代の間、彼はピート・シーガー、ソニー・テリー、ブラウニー・マギー、レッドベリーらと録音した。彼の初期のARC/CBSでの録音物に相当する曲は、CBSソニーの名曲集で再リリースされている。同じく、他の初期の録音は、後期のヨーロッパとシカゴでの1950年代の録音物と同様に、ブルース再発レーベルにまとめられている。
ブルーンジーは彼の1950年代初期の同時代の他の人のように華々しいエレクトリックのギタリストでは決してなかったので、彼はその時代の他の人ほどには有名ではなく、また1960年代の英国の「ブルース・リバイバル」の時期にも広範囲にわたってカバーされなかった。しかしながら、デレク・アンド・ザ・ドミノスが彼の曲「キー・トゥ・ザ・ハイウェイ」を、アルバム『いとしのレイラ（Layla and Other Assorted Love Songs）』で取り上げたことで多少の人気を得た。彼はアコースティック・ギター奏者として称賛され、マディ・ウォーターズ、メンフィス・スリム、レイ・デイヴィスらの主なインスピレーションの源となった。
2007年9月の『Q-Magazine』誌では、ローリング・ストーンズのロン・ウッドが、ギター音楽の中で彼のお気に入りがブルーンジーの曲であると言及された。その曲は「ギター・シャッフル」で、「それは俺が演奏を学んだ最初の曲のひとつだけど、今でもそれを正しく演奏できないんだ」と語った。

## 参照
1. ↑  The Blues: The Songs & The Artists (PBS) 2023年9月7日閲覧
2. 1 2  Big Bill Broozy - Biography
3. ↑  Eagle, Bob; LeBlanc, Eric S. (2013). Blues: A Regional Experience. Santa Barbara, California: Praeger. p. 156. ISBN 978-0313344237
4. 1 2  Arts & Culture: Big Bill Broonzy, American musician (Britanica) 2023年9月7日閲覧
5. ↑  Audio Interview with Studs Terkel
6. ↑  Old Town School history Archived 2007年7月19日, at the Wayback Machine.
7. ↑  Clint Stoutenour, 'Big Bill Broonzy Grave', deadbluesguys.com